# Ryan Clark (lekkoatleta)
Ryan Clark (ur. 14 września 1996) – amerykański lekkoatleta specjalizujący się w biegach sprinterskich
W 2013 roku podczas mistrzostw świata juniorów młodszych zdobył srebrny medal w biegu na 400 metrów i w sztafecie szwedzkiej.  
Rekord życiowy: bieg na 400 metrów – 46,33 (11 lipca 2013, Donieck). 

## Osiągnięcia
| Rok  | Impreza                               | Miejsce  | Konkurencja        | Pozycja    | Wynik   |
| ---- | ------------------------------------- | -------- | ------------------ | ---------- | ------- |
| 2013 | Mistrzostwa świata juniorów młodszych | Donieck  | bieg na 400 metrów | 2. miejsce | 46,46   |
| 2013 | Mistrzostwa świata juniorów młodszych | Donieck  | sztafeta szwedzka  | 2. miejsce | 1:50,14 |
| 2015 | Mistrzostwa panamerykańskie juniorów  | Edmonton | bieg na 200 metrów | 3. miejsce | 20,62   |